# Abilene-paradox

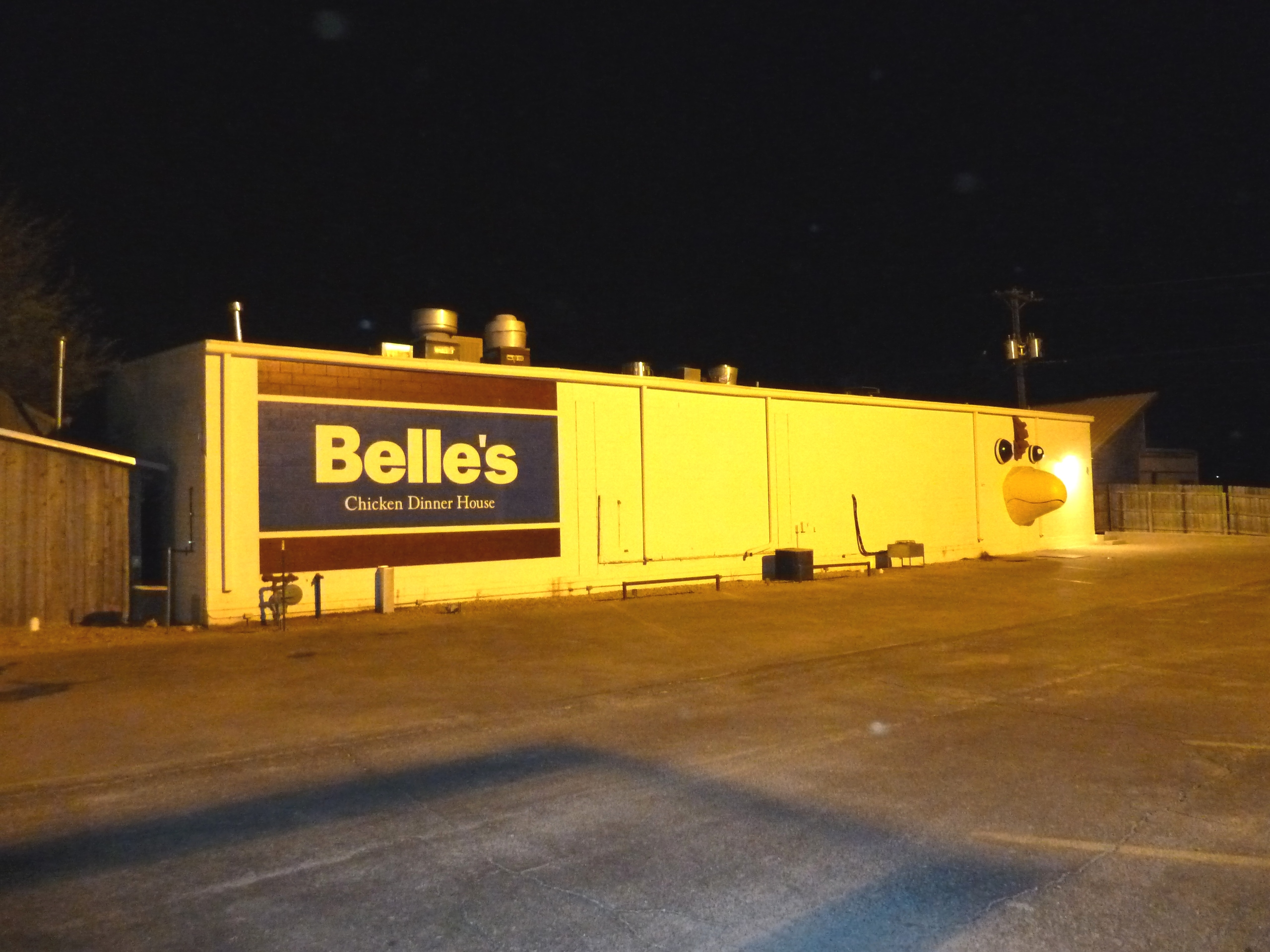
Belle's Texas Hen House (Abilene) in 2011

De Abilene-paradox is een paradox waarbij een groep mensen samen een besluit neemt dat tegengesteld is aan de voorkeur van elk van de individuen in de groep. Het betreft een gangbare fout in groepscommunicatie, waarbij allen ten onrechte denken dat de eigen voorkeur in strijd is met de voorkeur van de groep en daarom geen bezwaar maakt.

## Oorsprong
Het fenomeen werd beschreven door managementexpert Jerry B. Harvey in zijn artikel The Abilene Paradox: The Management of Agreement. De naam komt uit een anekdote waarmee Harvey de paradox illustreert:
Op een hete middag in Coleman (Texas) zit de familie gezellig domino te spelen op de veranda, totdat de schoonvader voorstelt om in Abilene te gaan eten, een rit van 85 kilometer. De vrouw zegt: "Klinkt als een geweldig idee." De man heeft twijfels omdat de rit lang en heet zal zijn, maar wil geen spelbreker zijn en zegt: "Klinkt goed, ik hoop alleen dat je moeder ook mee wil." Die zegt: "Natuurlijk wil ik mee. Het is al lang geleden dat ik in Abilene ben geweest."
De rit is warm, stoffig en lang en de cafetaria blijkt ook al slecht te zijn. Vier uur later komen ze uitgeput weer thuis.
De man liegt: "Het was een geweldige trip, toch?" De schoonmoeder geeft toe dat ze eigenlijk liever thuis was gebleven, maar meeging omdat de andere drie zo enthousiast leken. De man erkent dan dat hij het ook niet geweldig vond maar het niet wilde verknoeien voor de anderen." De vrouw zegt: "Ik ging alleen mee om jou blij te maken. Ik zou wel gek zijn geweest om in die hitte naar buiten te willen." De schoonvader zegt daarop dat hij het alleen had voorgesteld omdat hij dacht dat de anderen zich verveelden.

De groep staat perplex: ze hebben besloten tot een trip die eigenlijk niemand wilde. Ze hadden allemaal liever comfortabel thuis willen blijven, maar gaven dat niet toe toen ze de kans nog hadden.

## Groepsdenken
Het verschijnsel is een vorm van groepsdenken die gemakkelijk te verklaren is door de sociaal-psychologische theorieën van sociale overeenstemming en sociale cognitie. Die bevestigen dat mensen meestal niet handelen in strijd met de trend binnen de groep. Psychologen stellen dat achter woorden en daden indirecte signalen en motieven verborgen kunnen liggen, vaak omdat de sociale belemmeringen personen ontmoedigen zich openlijk te uiten of hun verlangens na te streven.
De overeenkomst tussen de Abilene-paradox en het concept van groepsdenken is dat beide het waargenomen gedrag van groepen verklaren vanuit de sociale context.

## Toepassing van de paradox
De paradox wordt gebruikt om te begrijpen hoe extreem slechte zakelijke beslissingen tot stand zijn gekomen, met name bij beslissingen waar groepsdruk een rol speelt en men zich mee laat voeren door "de commissie" of "de voorzitter".
De paradox is te doorbreken door hem te benoemen: "Gaan we naar Abilene?" De leden van de groep kunnen dan nagaan of ze meegingen met de groep of dat ze echt achter de beslissing staan.